# Sonata per a violoncel i piano núm. 2 (Brahms)
La Sonata per a violoncel i piano núm. 2 en fa major, op. 99, fou composta per Johannes Brahms l'any 1886, més de vint anys després de completar la Sonata núm. 1. Fou publicada el 1887. Va ser escrita i dedicada a Robert Hausmann, que la va interpretar en l'estrena; aquest gran violoncel·lista també havia interpretat força vegades la Sonata per a violoncel núm. 1, i l'any següent estrenaria el Doble concert en la menor amb el violinista Joseph Joachim.

## Moviments
Consta de quatre moviments:
1. Allegro vivace
2. Adagio affettuoso en fa♯ major
3. Allegro passionato en fa menor
4. Allegro molto

El primer moviment, Allegro vivace, està en forma sonata; comença amb un tema fragmentat del violoncel sobre un tremolo de piano.
En el segon moviment, Adagio affettuoso, la part del violoncel, inicialment, exposa el tema principal en pizzicato acompanyat d'acords per part del piano. La secció central és en fa menor.
El tercer moviment, Allegro passionato en fa menor, amb una secció del trio que és com una cançó, en fa major.
El quart moviment, Allegro molto és un rondó.